# Dimes el Bon Lladre
Dimes, Dimea o Dismes, també conegut com el Bon Lladre (mort a Jerusalem, ca. 33) fou el lladre que va ésser crucificat a la dreta de Jesús.
L'Evangeli segons Lluc el qualifica com "bon lladre", sense anomenar-lo. El nom Dimes es troba a l'Evangeli de Nicodem, text apòcrif del segle iv.

## Fets i fonts
L'Evangeli segons Lluc en diu:
| « | Un dels malfactors al costat de la creu l'insultava: "No ets tu el Crist? Salva't tu mateix i també a nosaltres!". Però l'altre el reprenia: "Ni tan sols tu tens temor de Déu, tot i haver estat condemnat a la mateixa pena? Nosaltres justament, perquè rebem el que mereixem per les nostres accions; ell, en canvi, no ha fet cap mal". I afegí: "Jesús, recorda't de mi quan entris al teu regne". Li respongué: "En veritat et dic, avui, seràs amb mi al paradís". (Lluc, 23, 39-43) | » |

L'Evangeli de Nicodem (4 segle, apòcrif):
| « | I crucificaren igualment dos lladres a banda i banda, Dimas a la dreta i Gestas a l'esquerra. ... (Nicodem, 10, 1) (la resta del fragment és idèntic a Lluc) | » |

L'Evangeli àrab de la infància (5 segle, també apòcrif), anomena els lladres Titus i Dúmac i afegeix la narració que Titus (el bon lladre) va impedir a altres lladres que atraquessin Maria i Josep quan estaven camí d'Egipte, en marxar de Natzaret quan Jesús era petit.

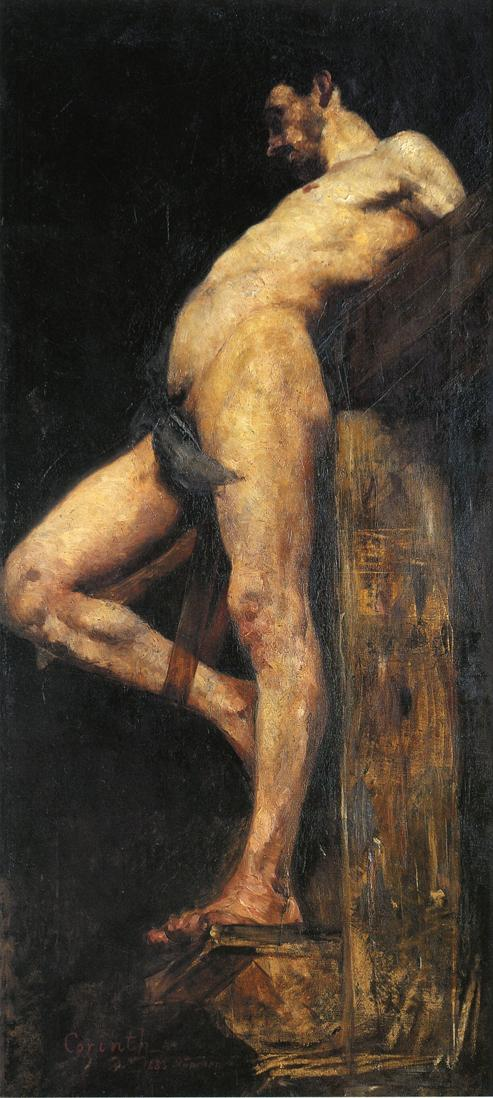
El bon lladre a la creu, per Lovis Corint, 1883
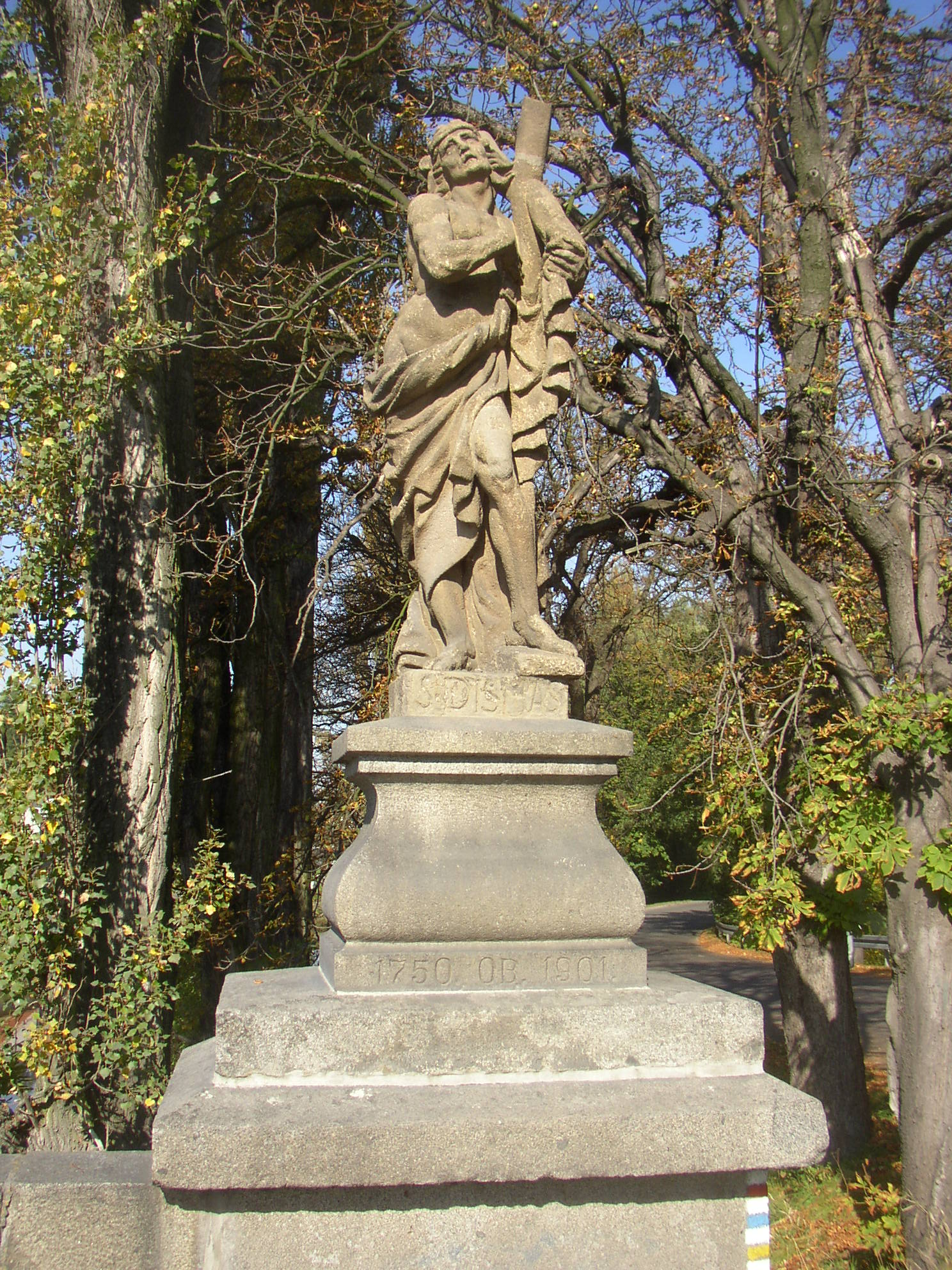
Escultura del Bon Lladre, 1750 (Březnice, República Txeca)
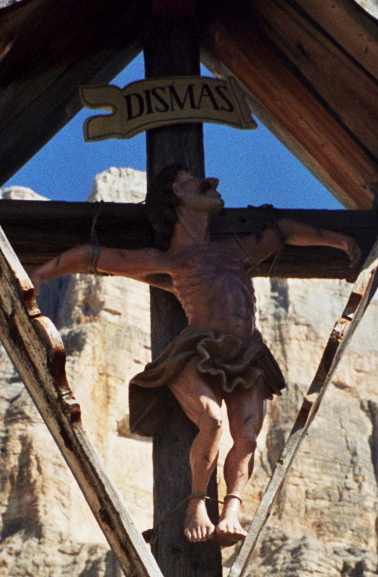
El bon lladre a un calvari del Tirol
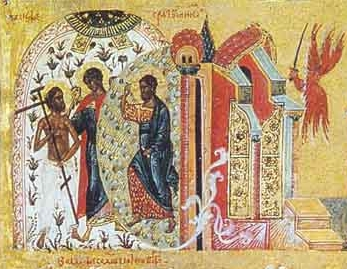
Crist duent Dimas al paradís, icona russa del s. XVII (Monestir de Solovetsk)

Dimes apareix en obres patrístiques i en comentaris evangèlics com a sant. L'Església el celebra el 25 de març. En la tradició russa és anomenat Rakh ("pau").